# 토론토 도미니온 은행
토론토 도미니온 은행(Toronto-Dominion Bank, TD Bank)(TSX: TD, NYSE: TD, 도쿄: 8640)은 캐나다 온타리오주 토론토에 본사를 둔 은행으로 캐나다 최대 5개 은행 (Big Five) 중 가장 큰 은행이다. 2017년 스탠더드 앤 푸어스의 집계에 따르면 세계 100대 은행 중 26위를 차지했다. 주로 티디 은행(TD Bank)으로 불리며 회사 로고도 TD를 형상화하여 만들었다.

## 역사
토론토 도미니온 은행은 1955년 토론토 은행(Bank of Toronto, 1855년 설립)과 도미니온 은행(Dominion Bank, 1871년 설립)이 합병하여 탄생한 은행이다.

## 사진첩

토론토 차이나 타운에 위치한 TD BANK 지점
토론토 베이 스트리트에 위치한 TD BANK 사옥

## 같이 보기
- 캐나다 왕립은행
- 스코샤 은행
- 몬트리올 은행
- 토론토